# Al-Manshiyya (Jaffa)
Pour les articles homonymes, voir Al-Manshiyya.

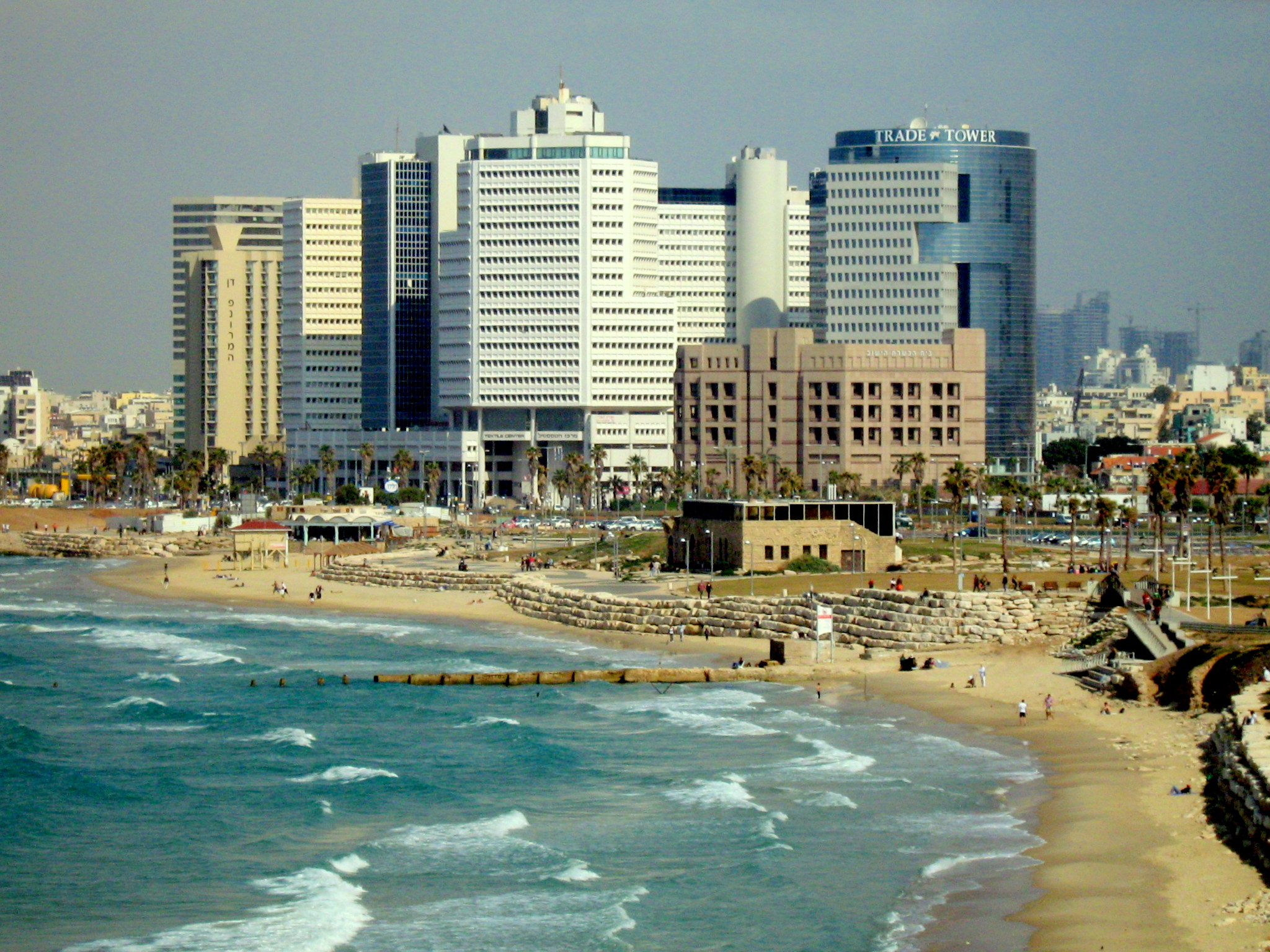
Zone de l’ancien quartier Manshiya avec le musée de l’Irgoun, sur la plage.

Manshiya (מנשייה, المنشية, ou al-Manshiyya de son ancien nom) est un quartier résidentiel de Jaffa à l’époque de la Palestine mandataire.
Manshiyya est située à la frontière entre Jaffa et Tel Aviv, sur le bord de la baie. Le quartier a été détruit dans une séries de bombardements menés par la milice sioniste d’extrême-droite l’Irgoun pendant la guerre civile de 1947-1948 afin de nettoyer le quartier de ses habitants arabes. Trois bâtiments seulement subsistent d’avant 1948, la mosquée Hassan Bek, le bâtiment en partie préservé appelé actuellement Beit Gidi ou Etzel House, qui abrite le musée de l’Irgoun, et une maison abandonnée au 77 Mered Street.

## Histoire

### Fin de l’Empire ottoman
La construction du quartier d’al-Manshiya commence à la fin des années 1870 quand, dans son processus de croissance, Jaffa voit ses murs historiques démolis en 1879. Selon Or Aleksandrowicz (2017, 2024), les habitants juifs appelaient al-Manshiyya d’un nom hébreu "Neve Shalom", du nom d’un quartier juif jouxtant al-Manshiyya construit en 1890. Cette dénomination dure jusqu’aux années 1930,. Le site internet de l’ONG Zochrot considère les quartiers juifs autour de Manshiyya, dont Neve Shalom (1890), Neve Tzedek (1885) et d’autres, dont Tel Aviv qui ferme la série en 1909, comme des entités séparées, qui se sont toutes agrandies autour et en-dehors d’al-Manshiyya, tout en mentionnant les habitants juifs de Manshiyya. Les Juifs de Manshiyya ont eux aussi construit leurs propres maisons, ainsi qu’une synagogue et un bain rituel (mikvé) pour leurs familles avant 1885 ; ils ont aussi loué des logements aux grands propriétaires arabes.

### Mandat britannique
En 1921, le Bureau des Colonies britannique (Colonial Office) considère Manshiya comme ethniquement mixte, ce qui veut dire concrètement qu’il est habité principalement par des Arabes musulmans et par des Juifs. La superficie d’al-Manshiyya était d’environ 24 000 dounams (24 km carrés) en 1944, avec environ 12 000 habitants arabes et 1000 juifs. Zochrot indique aussi qu'al-Manshiyya était doté de quatre moukhtars, trois Arabes et un Juif, le dernier en charge de la communauté juive.
Al-Manshiyya était surnommée "la fiancée de la mer". Le café Al Ansharah était un lieu de rencontres pour les politiques, les haut-fonctionnaires et les hommes d’affaires.

### Guerre de 1948 et expulsion

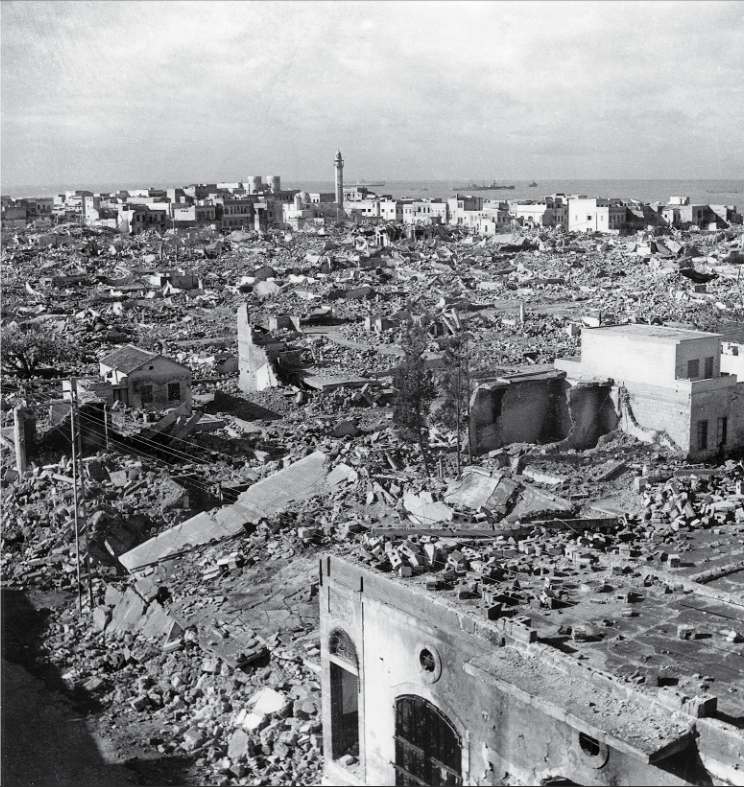
al-Manshiya en décembre 1948.

Al-Manshiyya est le théâtre d’une bataille brève mais importante dans les derniers jours de la révolte juive en Palestine (en) (1944-1948). Pendant l’opération Hametz, destinée à s’emparer de Jaffa conformément au plan Daleth, l’Irgoun (une milice sioniste) s’empare de plusieurs villes autour de Jaffa, dont al-Manshiyya. Ceci inquiète les Britanniques, qui sont au milieu de leur retrait de leurs troupes de Palestine mandataire ; comme ils retirent leurs unités essentiellement en passant dans des territoires arabes, ils craignent que les Arabes — s’ils laissent l’Irgoun mener son offensive — agissent en représailles contre les Britanniques. C’est alors que 4500 hommes sont déployés à Jaffa pour empêcher la prise de la ville par les Juifs. Les milices juives suspendent temporairement leur offensive sur Jaffa, mais refusent de se retirer des villes qu’elles ont déjà conquises.
En démonstration de force, les destroyers de la Royal Navy croisent au large de Jaffa, et les avions de guerre de la Royal Air Force survolent Jaffa et le sud de Tel Aviv. Des actions militaires directes ont aussi lieu : les positions de l’Irgoun à al-Manshiyya sont bombardées par l’artillerie et les blindés. Quand il devient évident que l’Irgoun ne montre aucune volonté de se retirer, les blindés britanniques entrent dans la ville. De manière inattendue, l’Irgoun résiste : une équipe détruit un char au bazooka, des équipes font s’effondrer des bâtiments dans les rues, contraignant les chars à reculer, et les hommes de l’Irgoun escaladent les chars et y jettent des batons de dynamite. Le retrait britannique laisse à l’Irgoun le contrôle de Menashiya. C’est cependant le seul affrontement direct entre les Britanniques et l’Irgoun.
Les habitants arabes du quartier ont pris la fuite pendant les combats, et se sont réfugiés à Gaza, en Égypte et en Jordanie.

### Période israélienne

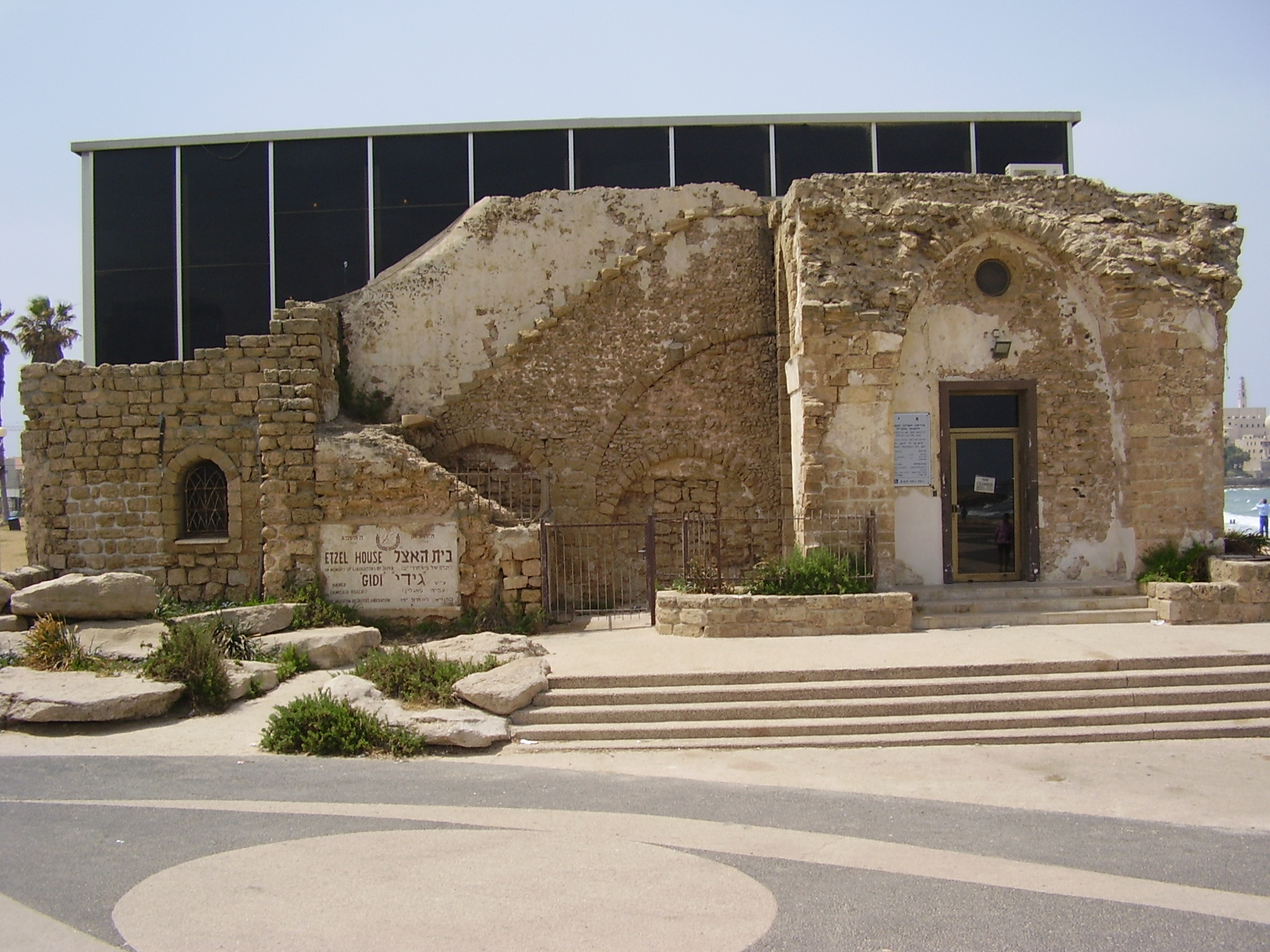
"Etzel House" ou "Beit Gidi" : musée de l’Irgoun, dans un bâtiment abandonné du quartier de Manshiyya.

Les maisons d’al-Manshiyya après la guerre de 1948 sont laissées à l’abandon et sont finalement détruites entre la fin des années 1960 et le début des années 1980, afin de réaliser un nouveau central business district (CBD, en anglais Quartier d’affaires central), qui ne s’est réalisé que très partiellement par manque de financements. Les 40 hectares libérés par les démolitions sont occupés par un petit nombre d’immeubles de bureau, des parkings et des jardins publics. Le bord de mer d’al-Manshiyya, à l’ouest de la rue Hasan Bek (désormais rue Kaufmann), a connu un nouveau développement grâce au parc Charles Clore (en), ouvert en 1974, où la Tel Aviv Pride (en) passe tous les ans.
Selon Yvonne Singh, ce parc est le symptôme de l’effacement constant de la mémoire palestinienne du territoire israélien

## Personnalités du quartier
- Haim Hazan (1937-1994), joueur de basket-ball israélien, dans les années 1950-1960

## Film
La réalisatrice Anat Even a tourné le documentaire Disappearances (Disparitions) sur l’effacement de la mémoire arabe du quartier.